# 우류섬
우류섬(일본어: 瓜生島 우류지마[*]→과생도)은 오이타현 벳푸만에 위치하고 있었지만, 아즈치모모야마 시대에 침몰한 섬이다.